# Eisenbahnbrücke Hechthausen
Die Eisenbahnbrücke Hechthausen ist eine Eisenbahnbrücke der Niederelbebahn über die Oste in der niedersächsischen Gemeinde Hechthausen, Samtgemeinde Hemmoor, im Landkreis Cuxhaven. Die Brücke stammt aus der Mitte des 20. Jahrhunderts und steht als eines der Baudenkmale in Hechthausen unter Denkmalschutz.

## Geschichte
Die Unterelbesche Eisenbahngesellschaft errichtete in der damaligen preußischen Provinz Hannover 1880/81 die Eisenbahnbrücke als Teil der Bahnstrecke Hamburg-Harburg–Cuxhaven und damit die erste dauerhafte Oste-Querung nördlich von Bremervörde.
Für die Passage von Segelschiffen mit ihren Masten der damals noch umfangreichen Flussschifffahrt wurde das ursprüngliche Bauwerk als Drehbrücke ausgeführt. Durch die Eröffnung der Bahnstrecke 1881 verlor die Oste jedoch ihre Funktion als wichtigster Transportweg in der Region.
Die Deutsche Reichsbahn ersetzte die bewegliche Brücke 1938/39 durch eine feste Brücke.
Gegen Ende des Zweiten Weltkrieges wurde der Stromüberbau am 3. Mai 1945, kurz vor dem Eintreffen der Streitkräfte des Vereinigten Königreichs, von Soldaten der deutschen Wehrmacht gesprengt. Am 31. Mai 1945 wurde der Wiederaufbau beauftragt. Dabei wurde durch britische Pioniere eine Behelfsbrücke Typ R, eine Balkenbrücke aus genietetem Stahlfachwerk, errichtet und am 10. August 1945 in Betrieb genommen.

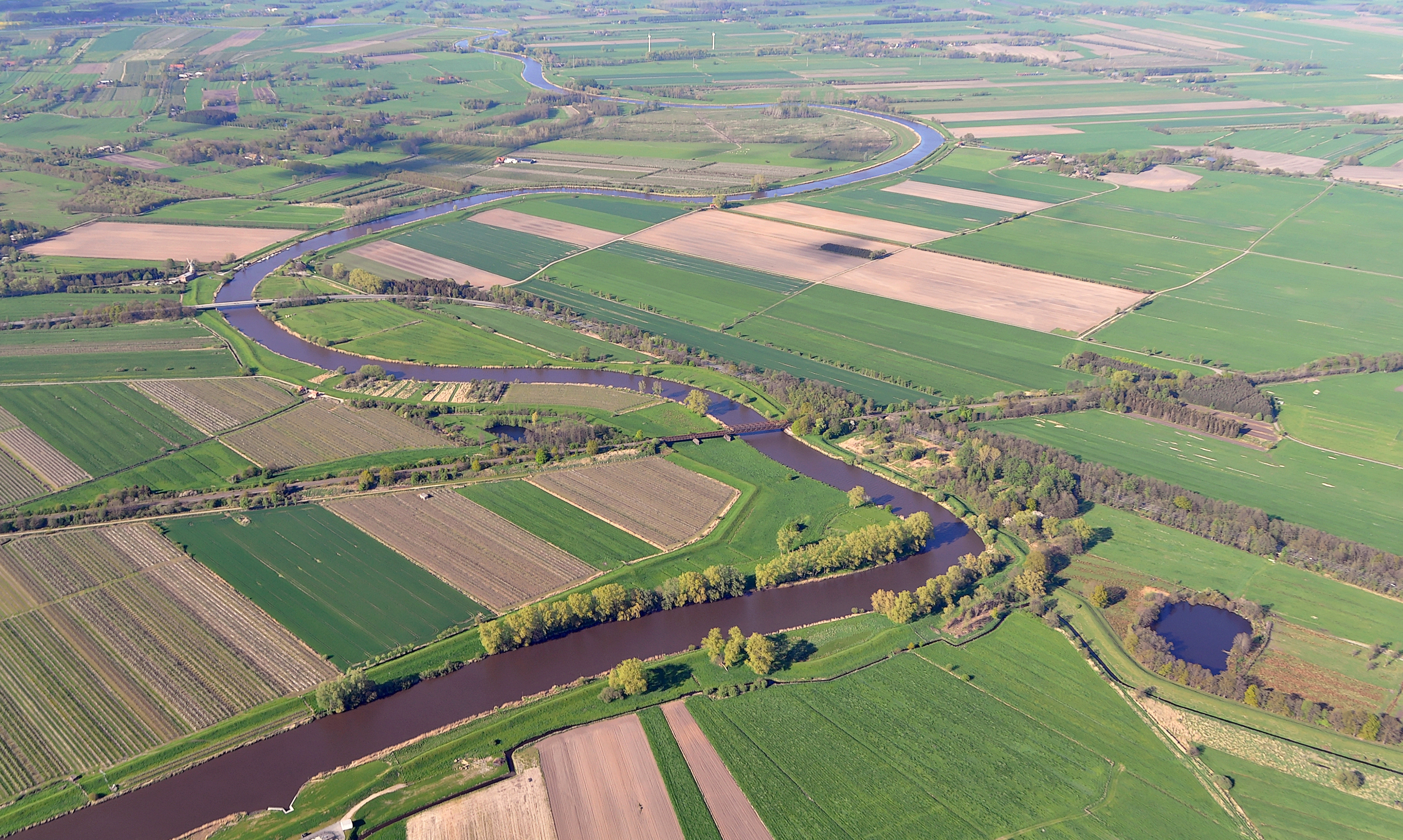
Umgebung der Brücke (2012)
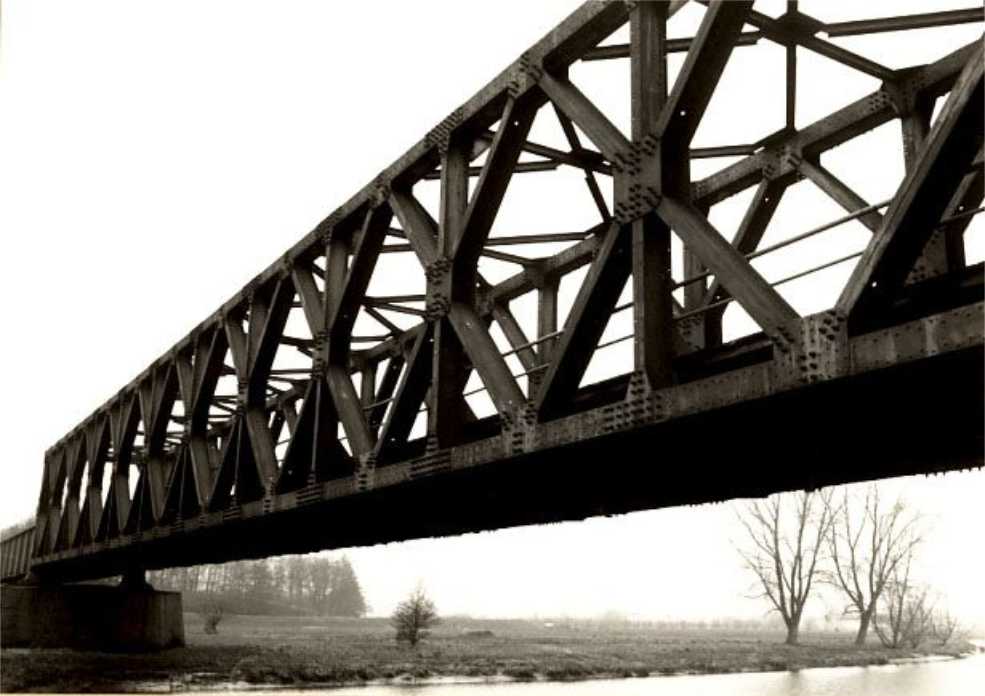
Genietetes Stahlfachwerk (1978)

Die Brücke ist eine der letzten noch in Betrieb befindlichen Behelfsbrücken der Deutschen Bahn.
Das Niedersächsische Landesamt für Denkmalpflege befand „aus geschichtlichen und städtebaulichen Gründen wegen des stilreinen, wirtschafts- und technikgeschichtlichen und landschaftsbildprägenden Zeugniswerts“ ein öffentliches Interesse an der Erhaltung des technischen Kulturdenkmals.
Die Strecke ist – bis auf den Abschnitt zwischen den Überleitstellen Himmelpforten und Hechthausen – durchgehend mindestens zweigleisig ausgebaut.
Im Eilzugdienst fuhren und fahren hier Diesellokomotiven. Ab Dezember 2007 bediente die metronom Eisenbahngesellschaft den Verkehr nach Cuxhaven mit Doppelstockwagen. Seit 2018 betreibt die DB Regio den Personenverkehr auf der Strecke, die nach dem Bundesverkehrswegeplan 2030 zwischen Hechthausen und Himmelpforten zweigleisig ausgebaut und zwischen Stade und Cuxhaven elektrifiziert werden soll.